# Mahé Drysdale
Alexander Mahé Owens Drysdale, MNZM (* 19. listopadu 1978, Melbourne, Austrálie) je novozélandský veslař, pětinásobný mistr světa a olympijský vítěz ve skifu na LOH 2012 v Londýně a Riu de Janeiru 2016. Jeho jméno Mahé pochází ze souostroví Seychely, je členem veslařských oddílů West End Rowing Club v Avondale v Aucklandu na Novém Zélandu a Tideway Scullers v Londýně.
Absolvoval chlapeckou školu Tauranga Boys' College ve městě Tauranga na Novém Zélandu, poté studoval na Aucklandské univerzitě. Jako junior (do 18 let) reprezentoval Nový Zéland v kanoepolo. S veslováním začal během svých studií na univerzitě ve svých osmnácti letech. Na veslování se zaměřil poté, co viděl zvítězit na Letních olympijských hrách 2000 novozélandského veslaře Roba Waddella. 

## Mistrovství světa
Se závoděním na mistrovstvích světa začal v roce 2002 na novozélandské čtyřce, s níž na olympiádě v roce 2004 skončil na 5. místě. Po olympijských hrách přešel ze čtyřky na skif a již v roce 2005 vyhrál v japonském Gifu mistrovství světa na skifu, a to přesto, že o rok před tím utrpěl po strážce s vodním lyžařem komplikované zranění páteře, kdy měl zlomené dva obratle.
Svůj titul pak obhájil v roce 2006 v Eton Dorney, v 2007 v Mnichově, a znovu pak v roce 2009 v polské Poznani i roce 2011 na slovinském Bledu. Pouze v roce 2010 jej na domácím jezeře Karapiro porazil Ondřej Synek. Jeho největšími soupeři v té době byli Brit Alan Campbell a Čech Ondřej Synek. Na mistrovství světa v roce 2009 vylepšil svůj nejlepší dosavadní neoficiální světový rekord na 6:33.35.

## Olympijské hry
Dne 7. března 2008 byl nominován na olympiádu v Pekingu, kde byl vlajkonošem novozélandské olympijské výpravy při slavnostním zahájení olympijských her . Ve finále skifu skončil vlivem střevního onemocnění až na 3. místě a získal bronzovou medaili, když zlatou olympijskou medaili získal Nor Olaf Tufte a stříbro bral český skifař Ondřej Synek.
V roce 2012 pak v Eton Dorney na olympiádě na skifu zvítězil přesto, že před tímto závodem ráno z nervozity zvracel. Po závodě oznámil, že se již nezúčastní mistrovství světa ve veslování a že by rád startoval na Letních olympijských hrách 2016 v Riu.